# Яковидис, Георгиос
Георгиос Яковидис (греч. Γεώργιος Ιακωβίδης село Хидира Лесбос, 11 января 1853 — Афины, 13 декабря 1932) — греческий художник, один из самых значительных представителей греческого художественного движения, именуемого Мюнхенская школа греческой живописи. Первый директор Национальной галереи Греции.

## Биография
Георгиос Яковидис родился в 1853 году в селе Хидира острова Лесбос. В возрасте 13 лет он отправился в Смирну к своему дяде, архитектору-самоучке. Здесь он поступил в Евангелическую школу, но одновременно работал, зарабатывая на жизнь. В подростковом возрасте проявил интерес к искусству, в основном к резьбе по дереву. В 1870 году, при поощрении и финансовой поддержке торговца древесиной и сотрудника своего дяди, М.Хадзилукаса, Яковидис отправился в Афины, учиться скульптуре.
В 1870 году он поступил в Афинскую школу изящных искусств. Его учителями здесь были художник Литрас, Никифорос и скульптор Дросис, Леонидас. В марте 1877 года Яковидис окончил школу с отличием, проявляя и вне школы свой талант живописца.

## В Германии
В ноябре 1877 года, получив стипендию греческого правительства, Яковидис отправился в Мюнхен, чтобы продолжить своё художественное образование в Мюнхенской академии. Здесь его учителями были Людвиг фон Лёфц, Вильгельм Линденшмит и Габриэль Макс. В 1883 году Яковидис закончил Мюнхенскую академию, но продолжал жить и работать в Мюнхене на протяжении 17 лет.
Уже в 1878 году он создал в Мюнхене свою мастерскую и частную школу живописи для девиц, которая просуществовала до 1898 года. Своим талантом и работоспособностью Яковидис завоевал всеобщее признание. Последовали призы и награды: «Золотая медаль» в Афинах в 1888 году, специальный приз в Париже в 1889 году, «Поощрительный приз» в Бремене в 1890 году, «Золотая медаль» в Берлине в 1891 году, «Золотая медаль» в Мюнхене в 1893 году, «Приз Иконому» в Триесте в 1895 году, приз в Барселоне в 1898 году и золотая медаль в Париже в 1900 году.
В 1889 году умерла его жена, Агла. Её смерть сказалась на всей последующей жизни Яковидиса. В частности, он перестал писать радостные детские сцены.

## В Греции
В 1900 году была создана Национальная галерея Греции. Яковидис был приглашён греческим правительством вернуться в Грецию и был назначен первым директором Национальной галереи. После смерти своего учителя Никифора Литраса в 1904 году, он был назначен профессором живописи в Афинскую школу изящных искусств. За свой вклад в греческое искусство, Яковидис получил «Орден Спасителя» (Офицер золотого креста — греч. Χρυσούς Σταυρός). В то же время, Яковидис, будучи портретистом-фаворитом королевской семьи и личным другом принца Николая, а также имея почитателей в высоких столичных кругах, стал одним из немногих богатых греческих художников.
В 1910 году, после отделения Школы изящных искусств от Политехнического университета, королевским указом ему была поручена дирекция «Школы». В 1914 году Яковидис был награждён «Отличием литературы и искусств». В 1918 году он ушёл с поста директора Национальной галереи и его место занял Захариас Папантониу. Восемью годами позже, в 1926 году, он был назначен одним из 38 членов, только что созданной, Афинской академии наук.
В 1930 году Яковидис оставил дирекцию Школы искусств, получив титул «почётного директора». Яковидис умер в 1932 году, не дожив месяц до исполнения своего 80-летия.
Национальная галерея Греции провела большую выставку-ретроспективу Яковидиса в ноябре 2005 года.

## Работы

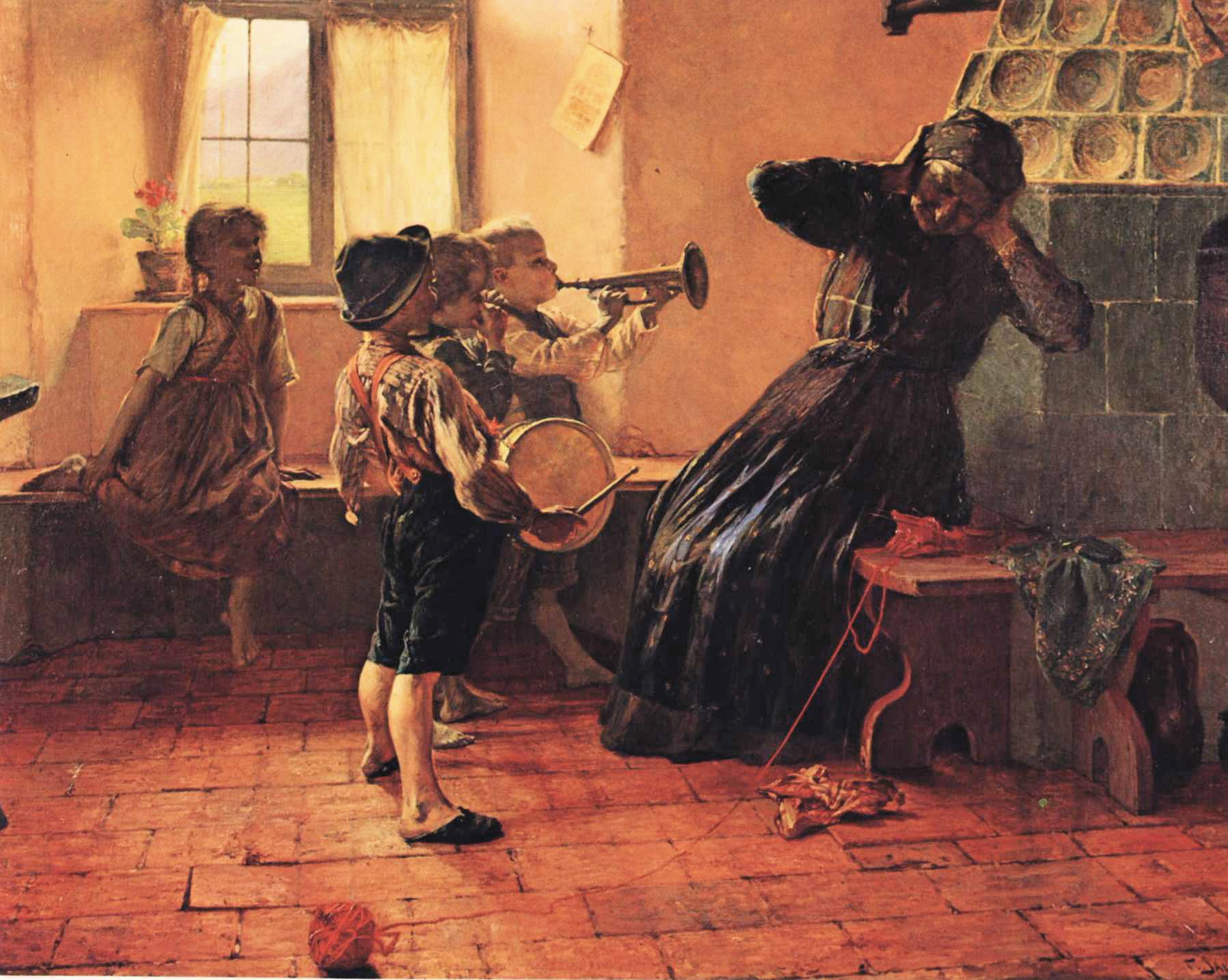
Детский концерт (1894).

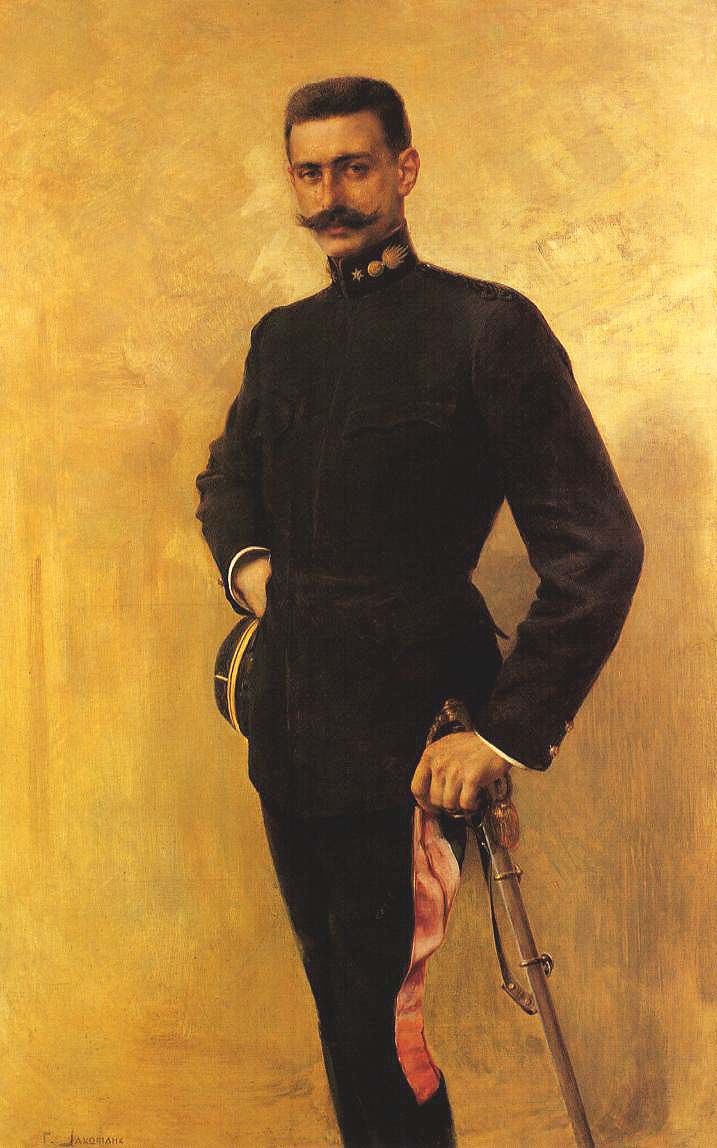
Портрет македономаха Павлоса Меласа.

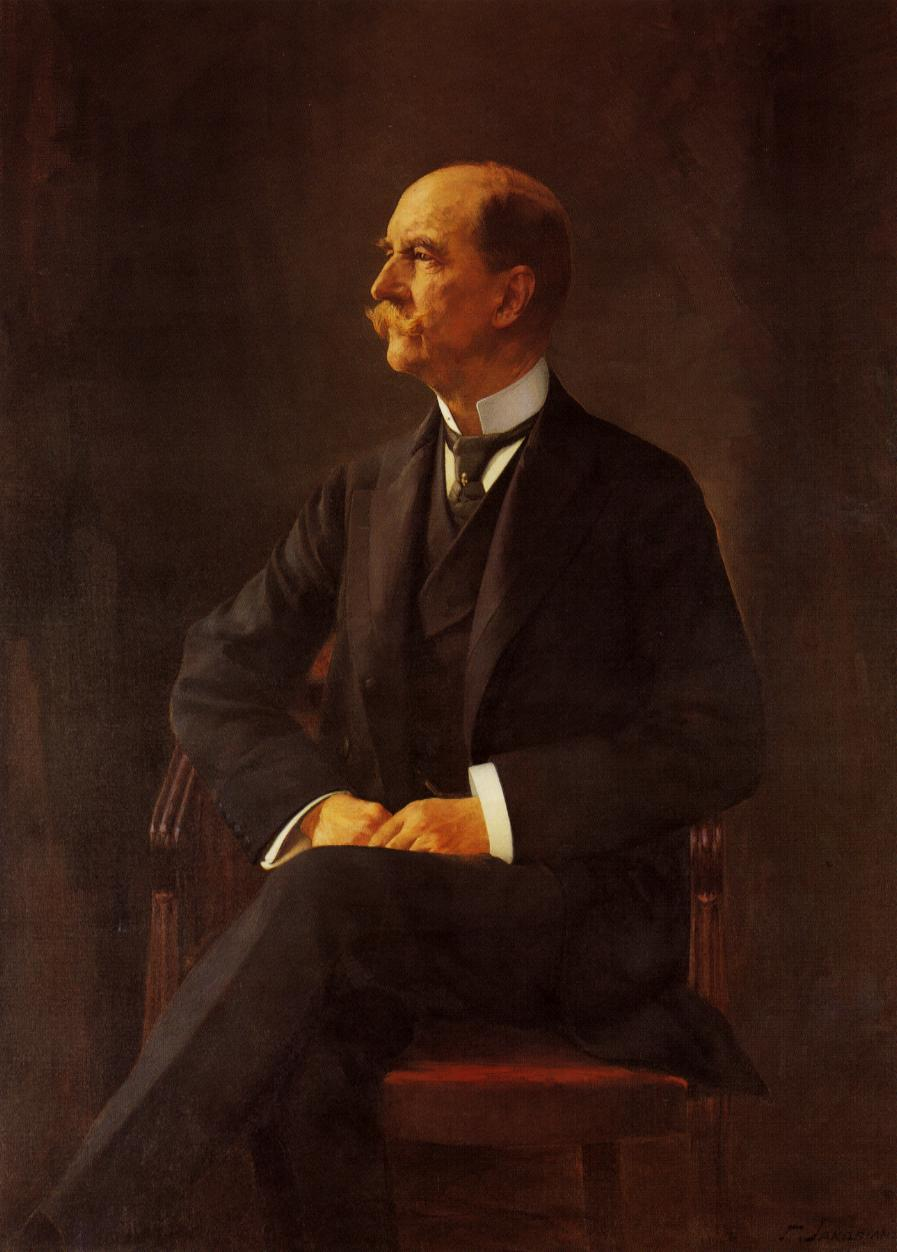
Георг I.

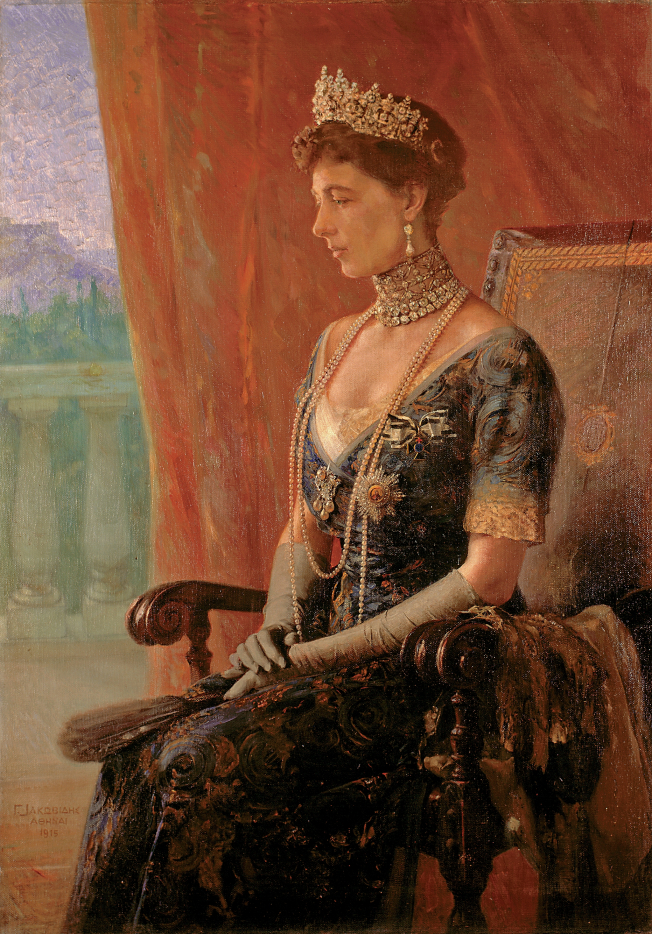
София Прусская.

Яковидис верно следовал немецкому академическому натурализму, так называемой «Мюнхенской школы». Его темы, хотя и полны жизни и греческого света, одержимы театральностью и строгостью академизма.
Его отношение к принесенному из Франции, импрессионизму было крайне критическим. Яковидис был обвинён в том, что создал помехи для введения авангардистских художественных течений. Однако современные критики искусства находят, что консервативный Яковидис не стал помехой для своих учеников-авангардистов, хотя и не разделял пути, избранные ими.
В годы своего пребывания в Германии, темами его работ были в основном сцены ежедневной жизни, в особенности сцены с детьми, натюрморты, цветы и др. После своего возвращения в Грецию он писал в основном портреты став одним из самых значительных греческих портретистов.
Георгиос Яковидис оставил после себя огромное число работ, из которых около 200 работ по маслу, которые хранятся в музеях Европы и Америки, в Афинской галерее и в разных частных коллекциях. Среди наиболее известных его работ: «Детский концерт» (Афинская галерея), «Детская ссора», «Плохой внук», «Серьга», «Дед и внук», «Первые шаги», «Материнская забота» и др.
Личный дневник художника, который он вёл с 1878 по 1919 год, был подарен в 1951 году Национальной галерее сыном художника греческим актёром Михалисом Яковидисом.

## Посвящения
- Αφιέρωμα — Κολλέγιο Αθηνών (Αρχείο)
- hellenica.de